# ブラックマジック
『ブラックマジック』（BLACK MAGIC）は、士郎正宗による日本のSF漫画作品。
本項では、関連作品の漫画『ブラックマジック ゴーストドライブ』と小説『ブラックマジック』シリーズについても併せて記述する。

## 『ブラックマジック』
漫画家・士郎正宗のデビュー作。同じ超古代の金星文明の世界を舞台に、ギリシア神話がモチーフの執政長官ゼウスとそれに対抗するテュフォンという2人のバイオロイドの駆け引きを軸にした連作形式のオムニバス作品となっている。
コンピュータとバイオロイドによる統治、科学と魔法の戦い、人間と機械の融合など、のちの士郎正宗の漫画世界のルーツとなる作品。
初出は1983年2月。漫画研究団体アトラス発行の同人誌として発表された。1985年には青心社より再刊された。

### あらすじ
1. PROLOGUE
世界の政治を司るバイオロイド及びネメシスの都市、テオティワカン。その城下町に住むデュナ・ティフォンを執政官長ゼウスの命令を受けた魔法鬼兵が襲撃する。
2. BOWMAN
金星人は人工太陽を使った惑星改造プロジェクト「プロメテウス計画」を進めていた。海底探査のために第三惑星調整団中央キャンプに宇宙駅からシャトルで降ろされた船は軍のミサイル戦闘潜水戦艦だった。それは第三惑星の生命系への介入を防ぐため、極秘裏にゼウスの承諾を得た反対派が送り込んだものだった。
3. OPEN UP
ゼウス相手に「ブラックマジック」を仕掛けるため、デュナ・テュフォンが金星に降下する。
4. BOOBY TRAP
人間と機械民（バイオロイド）が諸問題を抱えながら共存する金星連邦。道具として君臨するバイオロイドに人間という生物の恐ろしさを知らしめようとするデュナ・テュフォンの画策により、攻撃命令を受けたまま帰還場所を失った戦闘用アンドロイドM66が街にさ迷い出る。戦場でロボット兵を使っていると一般市民に知られたくない軍は地方執政官に口止めし、情報統制した上で軍の特殊部隊にM66追撃を命じた。テュフォンは騒ぎを大きくしようとゼウスやアテナに事態を知らせ、M66が行動不能になると、今度はより高性能な上に対M66用に戦車から歩兵=人型のものを攻撃対象にするようプログラム変更されたM77を暴走させる。
5. CITY LIGHT
金星文明の最外圏に当たる土星の月タイタンの周辺では、ゼウスの外宇宙進出計画による恒星間移民船団が出航しようとしていた。それはデュナ・テュフォンの仕掛けに乗せられ、人間の抹殺を目論んだゼウスの策略だった。
6. EPILOGUE
ゼウスが失脚し、ネメシスも含むすべての執政官がバイオロイドから人間に代わることになった。バイオロイドは必要ないものとなり、デュナ・テュフォンは金星を後にした。しかし、再び人間による政治が実施されてから8か月後に機械民解放戦争が勃発し、それに乗じて戦国時代が再来。2年後には金星は無人の荒野星となった。
7. APPENDIX
あとがきと設定解説。

### 登場人物
デュナ・テュフォン
ネメシスの末娘。ネメシスが作った最後の直系バイオロイド。個体戦力が惑星間軍隊の5個師団に匹敵する魔法使い。テュフォンとは、ゼウスによる政治の独走を不審に思ったネメシスがタルタロスと通じてひそかに生んだバイオロイド。生成直後にゼウスはこれを叩いたが、ネメシスは密かにこのプログラムを生成し、ゼウスの目を逃れて世に出して育てた。
金剛鬼
鬼型の第二世代バイオロイド。テュフォンの配下。表向きは飲食店「鬼丸」のマスターだが、ネメシスの意向を受けて動いている。
夜叉姫
金剛鬼の娘。テュフォンの配下。
悟空
猿人型の第二世代バイオロイド。テュフォンの配下。
ネメシス
金星人が作製した超巨人級のコンピュータ。ユートピアを実現するため、金星連邦の政治を一手に引き受ける。遺伝子操作と特殊な教育・訓練で育てたバイオロイドの執政官を地方に配して政治を司っている。
タルタロス
バイオロイド生成専用頭脳。
ウラノス
ネメシスの端末ロボット。
クロノス
バイオロイドの成功例。ネメシスに代わって政治を行った。
ゼウス
選挙でクロノスに取って代わったバイオロイド。

### 書籍情報
- ブラックマジック（1985年12月20日発行、青心社）ISBN 4-915333-24-8

## メディアミックス

### 漫画
『ブラックマジック ゴーストドライブ』（BLACK MAGIC GHOST DRIVE ）は、士郎正宗がキャリアの最初期に発表した『ブラックマジック』をベースに、たくま朋正が新しい物語として描いたリブート作品。原作：士郎正宗、漫画：たくま朋正、原作協力：青心社、設定協力：片理誠。
Web漫画サイト・画楽ノ杜（現：Z）にて2016年5月7日より連載され、2019年に集英社ホームコミックスより全2巻の単行本が刊行された。
AIが人の生活に深く関わっている西暦2100年の日本を舞台に、あらゆる電子回路に瞬時にアクセスする力を得た主人公の梓と、自律人型戦車「M-66」の中枢ユニットを搭載した美少女型アンドロイドのマリアが、梓の力を狙う謎のテロリストとの戦いに身を投じていく姿を描いている。

#### あらすじ
第1巻
西暦2100年。ごく普通の高校2年生・結衣坂梓は、幼い頃の医療事故が原因で脳をナノマシンに汚染され、様々な電子回路に瞬時にアクセスできるという特殊な能力「フルハーモニイ」を得た。ある日、梓の通う学園をテロリストが急襲。警視庁特務課の警官に救い出されて逃げる梓の前に、自律人型戦車M型M-66が立ちはだかる。
第2巻
結衣坂梓と新型M-66＝マリアは、失踪した父の足跡を追って電脳空間にダイブした。幾重もの障壁の先に存在したのは、かつて父の研究を支援していた海神財団の鏡一の「意識」だった。そして複数のM-66による同時多発テロが開始された街に、最後の敵が降り立った。

#### 書籍情報
- BLACK MAGIC GHOST DRIVE 1（2019年4月19日発行）ISBN 978-4834232806
- BLACK MAGIC GHOST DRIVE 2（2019年5月17日発行）ISBN 978-4834232813

### 小説
作家・柿沼秀樹がノベライズを担当した小説。イラストは椿春雨。士郎正宗の『ブラックマジック』の世界を、柿沼とイラスト担当の椿が新たな設定で再構成したシェアード・ワールド作品。GA文庫（SBクリエイティブ）より全3巻が出版された。

#### あらすじ
第1巻
金星連邦首都・ティオティワカン。バイオロイド、人間、機械人が共存するこの大都市の最下層、セクターＦで少女・ダリィはスポーツクラブのインストラクターとして細々と生計をたてていた。彼女にはひとつ気懸かりがあった。それは、左足首外側の裂傷。ダリィにはそんな大怪我をした記憶がまったくなかったのだ。そんなある日、彼女は突然の銃撃戦に巻き込まれ、反政府組織「ネーク」と行動を共にする羽目になってしまう。
第2巻
市街地に墜落した輸送ヘリから現れた人型戦闘兵器M66。その存在を公にしたくない軍が自治軍の投入を開始する中、現場に到着したM66開発に関わるエンジニアの一人、クリスティーンは激しい戦闘に巻き込まれてしまう。同僚であるクリスティーンの危機を知ったダリィは、救出のため単身市街地へ向かう。
第3巻
人口増加、資源の枯渇。行き詰まった金星人類は、太陽系第三惑星への移民計画「プロメテウスプロジェクト」に種存続の望みを託す。その研究員に抜擢されたヨーコとケインズは研究都市カノーネンに派遣される。その二人を護衛するダリィの前に、突如、重力を自由に操る美少女たちが現れる。

#### 書籍情報
1. ブラックマジック（2007年4月30日発行）ISBN 978-4-7973-3559-0
2. ブラックマジックII マリオ・パニック（2008年1月30日発行）ISBN 978-4-7973-4662-6
3. ブラックマジックIII プラネット・アース（2008年3月31日発行）ISBN 978-4-7973-4763-0